# Cissus triloba
Cissus triloba là một loài thực vật hai lá mầm trong họ Nho. Loài này được (Lour.) Merr. miêu tả khoa học đầu tiên năm 1935.